# Orosz labdarúgókupa
Az orosz labdarúgókupa, vagy labdarúgó-oroszkupa egy évenként megrendezésre kerülő nemzeti kupa Oroszországban, amelyet az Orosz labdarúgó-szövetség ír ki és bonyolít le.

## A lebonyolítás rendszere
Az orosz kupát egyenes kieséses rendszerben bonyolítják le, melybe a másodosztály csapatai a legjobb 64 között, míg az élvonal egyesületei pedig a legjobb 32 csapat között csatlakoznak.
Minden párosítás egymérkőzéses. A kupáról szintén egy mérkőzés dönt, amelyet a fővárosban, Moszkvában rendeznek. A kupa első mérkőzéseit rendszerint a megelőző év áprilisában, míg a kupadöntőt a tárgyév májusában rendezik, így az egész sorozat több mint egy év időtartamot emészt fel.

## Döntők
| Szezon    | Győztes                  | Eredmény                         | Ezüstérmes               | Helyszín                         | Nézőszám |
| --------- | ------------------------ | -------------------------------- | ------------------------ | -------------------------------- | -------- |
| 2020–2021 | FK Lokomotyiv Moszkva    | 3 – 1                            | Krilja Szovetov Szamara  | Nyizsnyij Novgorod Stadion       | 20 808   |
| 2019–2020 | Zenyit Szankt-Petyerburg | 1 – 0                            | FK Himki                 | Jekatyerinburg, Központi stadion | 3408     |
| 2018–2019 | FK Lokomotyiv Moszkva    | 1 – 0                            | FK Ural                  | Szamara Aréna                    | 38018    |
| 2017–2018 | FK Toszno                | 2 – 1                            | FK Avangard Kurszk       | Volgográd Aréna                  | 40 373   |
| 2016–2017 | Lokomotyiv Moszkva       | 2 – 0                            | Ural Oblaszty            | Fist Olimpiai Stadion            | 24 500   |
| 2015–2016 | Zenyit Szankt-Petyerburg | 4 – 1                            | CSZKA Moszkva            | Kazán Aréna                      | 36 000   |
| 2014–2015 | Lokomotyiv Moszkva       | 3 – 1 (h.u.)                     | Kubany Krasznodar        | Asztrahán, Központi stadion      | 16 000   |
| 2013–2014 | Rosztov                  | 0 – 0 (h.u.) (11-esekkel: 6 – 5) | FK Krasznodar            | Anzsi Aréna, Kaszpijszk          | 19 500   |
| 2012–2013 | CSZKA Moszkva            | 1 – 1 (h.u.) (11-esekkel: 4 – 3) | Anzsi Mahacskala         | Ahmat Aréna                      | 28 000   |
| 2011–2012 | Rubin Kazany             | 1 – 0                            | Gyinamo Moszkva          | Jekatyerinburg, Központi Stadion | 27 000   |
| 2010–2011 | CSZKA Moszkva            | 2 – 1                            | Alanyija Vlagyikavkaz    | Sinnik Stadion                   | 12 900   |
| 2009–2010 | Zenyit Szankt-Petyerburg | 1 – 0                            | Szibir Novoszibirszk     | Olimp-2                          | 15 000   |
| 2008–2009 | CSZKA Moszkva            | 1 – 0                            | Rubin Kazany             | Aréna Himki                      | 13 000   |
| 2007–2008 | CSZKA Moszkva            | 2 – 2 (h.u.) (11-esekkel: 4 – 1) | Amkar Perm               | Lokomotyiv Stadion               | 24 000   |
| 2006–2007 | Lokomotyiv Moszkva       | 1 – 0 (h.u.)                     | FK Moszkva               | Luzsnyiki Stadion                | 45 000   |
| 2005–2006 | CSZKA Moszkva            | 3 – 0                            | Szpartak Moszkva         | Luzsnyiki Stadion                | 61 000   |
| 2004–2005 | CSZKA Moszkva            | 1 – 0                            | FK Himki                 | Lokomotyiv Stadion               | 23 500   |
| 2003–2004 | Tyerek Groznij           | 1 – 0                            | Krilja Szovetov Szamara  | Lokomotyiv Stadion               | 17 000   |
| 2002–2003 | Szpartak Moszkva         | 1 – 0                            | FK Rosztov               | Lokomotyiv Stadion               | 22 000   |
| 2001–2002 | CSZKA Moszkva            | 2 – 0                            | Zenyit Szankt-Petyerburg | Luzsnyiki Stadion                | 43 000   |
| 2000–2001 | Lokomotyiv Moszkva       | 1 – 1 (h.u.) (11-esekkel: 4 – 3) | Anzsi Mahacskala         | Gyinamo Stadion                  | 8 500    |
| 1999–2000 | Lokomotyiv Moszkva       | 3 – 2 (h.u.)                     | CSZKA Moszkva            | Gyinamo Stadion                  | 26 000   |
| 1998–1999 | Zenyit Szankt-Petyerburg | 3 – 1                            | Gyinamo Moszkva          | Luzsnyiki Stadion                | 20 000   |
| 1997–1998 | Szpartak Moszkva         | 1 – 0                            | Lokomotyiv Moszkva       | Luzsnyiki Stadion                | 37 800   |
| 1996–1997 | Lokomotyiv Moszkva       | 2 – 0                            | Gyinamo Moszkva          | Torpedo Stadion                  | 18 000   |
| 1995–1996 | Lokomotyiv Moszkva       | 3 – 2                            | Szpartak Moszkva         | Gyinamo Stadion                  | 20 000   |
| 1994–1995 | Gyinamo Moszkva          | 0 – 0 (h.u.) (11-esekkel: 8 – 7) | Rotor Volgográd          | Luzsnyiki Stadion                | 20 000   |
| 1993–1994 | Szpartak Moszkva         | 2 – 2 (h.u.) (11-esekkel: 4 – 2) | CSZKA Moszkva            | Luzsnyiki Stadion                | 30 000   |
| 1992–1993 | Torpedo Moszkva          | 1 – 1 (h.u.) (11-esekkel: 5 – 3) | CSZKA Moszkva            | Luzsnyiki Stadion                | 20 000   |

## Lásd még
- Szovjet kupa